# فوكوموتو كازو
فوكوموتو كازو هو أستاذ جامعي ومؤرخ وسياسي ياباني، ولد في 4 يوليو 1894 في توتوري في اليابان، وتوفي في 16 نوفمبر 1983. نشط حزبياً في الحزب الشيوعي الياباني والحزب الشيوعي في ألمانيا.
1. ↑   https://www.tobunken.go.jp/materials/bukko/10226.html. {{استشهاد ويب}}: |url= بحاجة لعنوان (مساعدة) والوسيط |title= غير موجود أو فارغ (من ويكي بيانات) (مساعدة)